# Parafia Przenajświętszej Trójcy w Chruścielu
Parafia Przenajświętszej Trójcy w Chruścielu – parafia rzymskokatolicka, znajdująca się w archidiecezji warmińskiej, w dekanacie Braniewo. W parafii posługują księża diecezjalni. Według stanu na luty 2019 proboszczem parafii był ks. mgr Jarosław Kruszewski.